# Big River Township (comté de Jefferson, Missouri)
Big River Township est un ancien township, situé à l'ouest, du comté de Jefferson, dans le Missouri, aux États-Unis,.
Le township est baptisé en référence à la rivière Big River qui traverse le comté.

### Source de la traduction
- (en) Cet article est partiellement ou en totalité issu de l’article de Wikipédia en anglais intitulé « Big River Township, Jefferson County, Missouri » (voir la liste des auteurs).